# Sátorhely
Sátorhely est un village et une commune du comitat de Baranya en Hongrie. La commune possède 678 habitants (2008).